# Martín de la Jara
Martín de la Jara este un municipiu în provincia Sevilia, Andaluzia, Spania cu o populație de 2.721 locuitori.
1. ↑  Nomenclátor Geográfico de Municipios y Entidades de Población (20240402 edition)